# Ольми, Массимо
Массимо Ольми (итал. Massimo Olmi; 13 октября 1942—2024) — итальянский энтомолог, систематик, гименоптеролог, крупный специалист по семейству дрииниды, профессор энтомологии в Университете Тосканы (Витербо, Италия). Он написал 8 книг, в которых описывает биологию и систематику ос-дриинид, открыл и впервые описал несколько десятков новых для науки видов ос. В его честь названо несколько новых видов, включая †Burmanteon olmii и †Electroembia olmii.

## Биография
Родился 13 октября 1942 года в г.Пистоя (Тоскана, Италия). С 1983 по 1989 год — директор Института защиты растений Тосканского университета. С 1990 по 1995 год — директор факультета защиты растений Тосканского университета. В 1977 и 1980 годах профессор сельскохозяйственной энтомологии в Национальном университете Сомали. В 1984—1986 и 1992—1996 годах профессор сельскохозяйственной энтомологии в Университете Эдуарду Мондлане, Мапуту (Мозамбик). С 2001 по 2012 год — профессор сельскохозяйственной энтомологии в Католическом университете Мозамбика, Куамба, Мозамбик. Профессор сельскохозяйственной энтомологии в Университете Тосканы (Тусцийский университет, Витербо, Италия) (с ноября 2009 года на пенсии). Главный исследователь проектов сотрудничества в следующих странах: Китай (Ханчжоу: 1987; Гуанчжоу: 1990—2012), Чили (1992), Мексика (2003—2004), Аргентина (1996, 2006, 2007), Буркина-Фасо (2007—2008), Эквадор (2007, 2009), Вьетнам (2009), Сальвадор (2010—2011).
Умер в 2024 году.

## Труды
Научные интересы с 1970 года — систематика и биология ос Dryinidae, Embolemidae и Sclerogibbidae (Hymenoptera). С 1968 по 1981 годы изучал систематику палеарктических жуков Dryopidae и Elmidae (Coleoptera), а также биологию и способы борьбы с насекомыми-вредителями риса в Италии. Массимо Ольми открыл десятки новых для науки видов семейства дрииниды (Dryinidae и других Chrysidoidea) за более чем тридцатилетнюю карьеру профессора энтомологии. Автор более 500 статей, включая 8 книг и монографий.
Признан мировым авторитетом в области исследования ос Dryinidae, Embolemidae и Sclerogibbidae.
- Olmi, M. A revision of the Dryinidae (Hymenoptera) (англ.) // Memoirs of the American Entomological Institute. — 1984. — Vol. 37. — P. 1—1913.

- Olmi, M. Supplement to the revision of the world Dryinidae (Hymenoptera Chrysidoidea) (англ.) // Frustula entomologica, N.S.. — 1991 [“1989”]. — Vol. 12, no. 25. — P. 109–395.

- Olmi, M. The Dryinidae and Embolemidae (Hymenoptera: Chrysidoidea) of Fennoscandia and Denmark (англ.). — Fauna Entomologica Scandinavica. E.J. Brill (ed.), Leiden, 1994. — Vol. 30. — P. 1—100.

- Guglielmino, A. & Olmi, M. A host-parasite catalog of world Dryinidae (Hymenoptera: Chrysidoidea) (англ.) // Contributions on Entomology, International. — 1997. — Vol. 2 (2). — P. 165—298.

- Olmi, M. Hymenoptera Dryinidae — Embolemidae. Fauna d’Italia (англ.). — 1999. — Vol. 37. — P. 1—425.

- Olmi, M. A revision of the world Sclerogibbidae (Hymenoptera Chrysidoidea) (англ.) // Frustula entomologica, N.S. : Журнал. — 2005. — Vol. XXVI—XXVII (XXXIX-XL). — P. 46—193.

- Olmi M., A. P. Rasnitsyn, and A. Guglielmino. Revision of rock fossils of Dryinidae and Embolemidae (Hymenoptera: Chrysidoidea) (англ.) // Zootaxa : Журнал. — Auckland, New Zealand: Magnolia Press, 2010. — Vol. 2499. — P. 21—38. — ISSN 1175-5326.

- Guglielmino A., Massimo Olmi, Christoph Bückle. An updated host-parasite catalogue of world Dryinidae (Hymenoptera: Chrysidoidea) (англ.) // Zootaxa : Журнал. — Auckland, New Zealand: Magnolia Press, 2013. — Vol. 3740(1). — P. 1—113. — ISSN 1175-5326. — doi:10.11646/zootaxa.3740.1.1. Архивировано 8 августа 2018 года.

- Xu, Zaifu; Olmi, Massimo; He, Junhua. Dryinidae of the Oriental region (Hymenoptera: Chrysidoidea). — (англ.) // Zootaxa : Журнал. — Auckland, New Zealand: Magnolia Press, 2013. — Vol. 3614 (1). — P. 1—460 (15 Feb. 2013). — ISSN 1175-5326. — doi:10.11646/zootaxa.3614.1.1. Архивировано 13 июля 2019 года. DOI: 10.11646/zootaxa.3614.1.1. ISBN 978-1-77557-104-9 (paperback), ISBN 978-1-77557-105-6 (Online edition).

- Olmi M. & E. G. Virla. Dryinidae of the Neotropical region (Hymenoptera: Chrysidoidea) (англ.) // Zootaxa : Журнал. — Auckland, New Zealand: Magnolia Press, 2014. — Vol. 3792 (1). — P. 1—534 (24 Apr. 2014). — ISSN 1175-5326. — doi:10.11646/zootaxa.3792.1.1. Архивировано 24 июля 2019 года.

- Olmi M., Xu Z. Dryinidae of the Eastern Palaearctic region (Hymenoera: Chrysidoidea) (англ.) // Zootaxa : Журнал. — Auckland, New Zealand: Magnolia Press, 2015. — Vol. 3996, no. 1. — P. 1—253. — ISSN 1175-5326. — doi:10.11646/zooatxa.3996.1.1.

- Olmi M., R. S. Copeland, S. Van Noort. Dryinidae of the Afrotropical region (Hymenoptera, Chrysidoidea) (англ.) // Zootaxa : Журнал. — Auckland, New Zealand: Magnolia Press, 2019. — Vol. 4630 (1). — P. 1—619 (10 Jul. 2019). — ISSN 1175-5326. — doi:10.11646/zootaxa.4630.1. Архивировано 12 июля 2019 года.

## Признание
Ольми был членом Итальянской национальной академии энтомологии (Accademia Nazionale Italiana di Entomologia; чл-корр. с 2002, член с 2012, эмеритус с 2017), профессором энтомологии в Университете Тосканы (Тусцийский университет, Витербо, Италия), профессором сельскохозяйственной энтомологии в Национальном университете Сомали, профессором сельскохозяйственной энтомологии в Университете Эдуарду Мондлане, Мапуту (Мозамбик), профессором сельскохозяйственной энтомологии в Католическом университете Мозамбика, Куамба, Мозамбик.

### Эпонимия
В ознаменование крупных заслуг в энтомологии в его честь были названы несколько новых для науки видов животных:
- вид ос Radiimancus olmii Móczár, 1983 (Dryinidae)[4]
- вид ос Dryinus olmii Xu & He, 1994 (Dryinidae)[5]
- вид ос Esagonatopus olmii Virla, 1997 (Dryinidae)[6]
- вид ос Aphelopus olmii He & Xu, 2002 (Dryinidae)
- вид ос Anteon olmii Engel, 2003
- вид ос †Burmanteon olmii Engel, 2003 (Dryinidae)[7]
- вид наездников Cheiloneurus olmii Guerrieri & Viggiani, 2005 (Encyrtidae)[8]
- вид эмбий †Electroembia olmii Anisyutkin et Perkovsky, 2024 (†Electroembia, балтийский янтарь)[1]